# Херман Тилке
Херман Тилке (на немски: Hermann Tilke) е германски строителен инженер, специализирал в проектирането и разработка на състезателни писти за Формула 1.

## Състезания
През 80-те години на миналия век Тилке взема участие в състезания със серийни автомобили (туринг), провеждани основно на стария вариант на пистата Нюрбургринг Nordschleife. Взима участия в 24-часови състезания за издръжливост на Нюрбургринг. Заедно с Дирк Адорф печели през 2003 и 2004 години състезания в клас V8Star.

## Архитектурни проекти
Тилке основава през 1984 година компанията Tilke Engineering. Първият проект е неголямо шосе около Нюрбургринг − писта, която по-късно компанията на Тилке ще реконструира напълно.

### Писти за „Формула 1“
През 1995 година идва първият по-мащабен проект във Формула 1 − реконструкцията и модернизацията на австрийската писта Остеррайхринг в по-късия вариант А1 Ринг (сега Ред Бул Ринг). Успехът на дизайна на Тилке постепенно го утвърждава като водещия архитект в света на автомобилизма. В новата история на Формула 1 след 1998 година Тилке е създател практически на всички нови писти в шампионата.
В календара на Световния шампионат на Формула 1 за 2014 година негови проекти са:
- 1999, Сепанг, Малайзия
- 2004, Сакхир, Бахрейн
- 2004, Шанхай, Китай
- 2008, Марина Бей, Сингапур
- 2009, Яс Марина, Абу Даби, ОАЕ
- 2012, Писта на Америките, САЩ
- 2014, Сочи Автодром, Русия

Други проекти на Тилке, свързани с Формула 1 са:
- 2005, Истанбул парк, Турция (2005—2011)
- 2008, Валенсия, Испания (2008—2012)
- 2010, Корейска международна писта, Южна Корея (2010—2013)
- 2011, Буд Интернешънъл, Индия (2011—2013)
- 2015, Баку, Азербайджан (от 2015)

Тилке участва още в реконструкцията и модернизацията на легендарни писти във Формула 1 като:
- 1995, Ред Бул Ринг, Австрия
- 2002, Каталуня, Испания
- 2005, Фуджи, Япония
- 2006, Имола, Италия
- 2010, Хокенхаймринг, Германия
- 2010, Нюрбургринг, Германия

### Други състезателни писти
Тилке проектира и други автомобилни писти, извън „Формула 1“:
- 2001 Заксенринг, Германия
- 2009 Кейптаун, ЮАР
- 2012 Москва, Русия